# Lilly (Georgia)
Lilly è una città degli Stati Uniti d'America, situata in Georgia, nella Contea di Dooly.